# 글래스고 퀸 스트리트 역

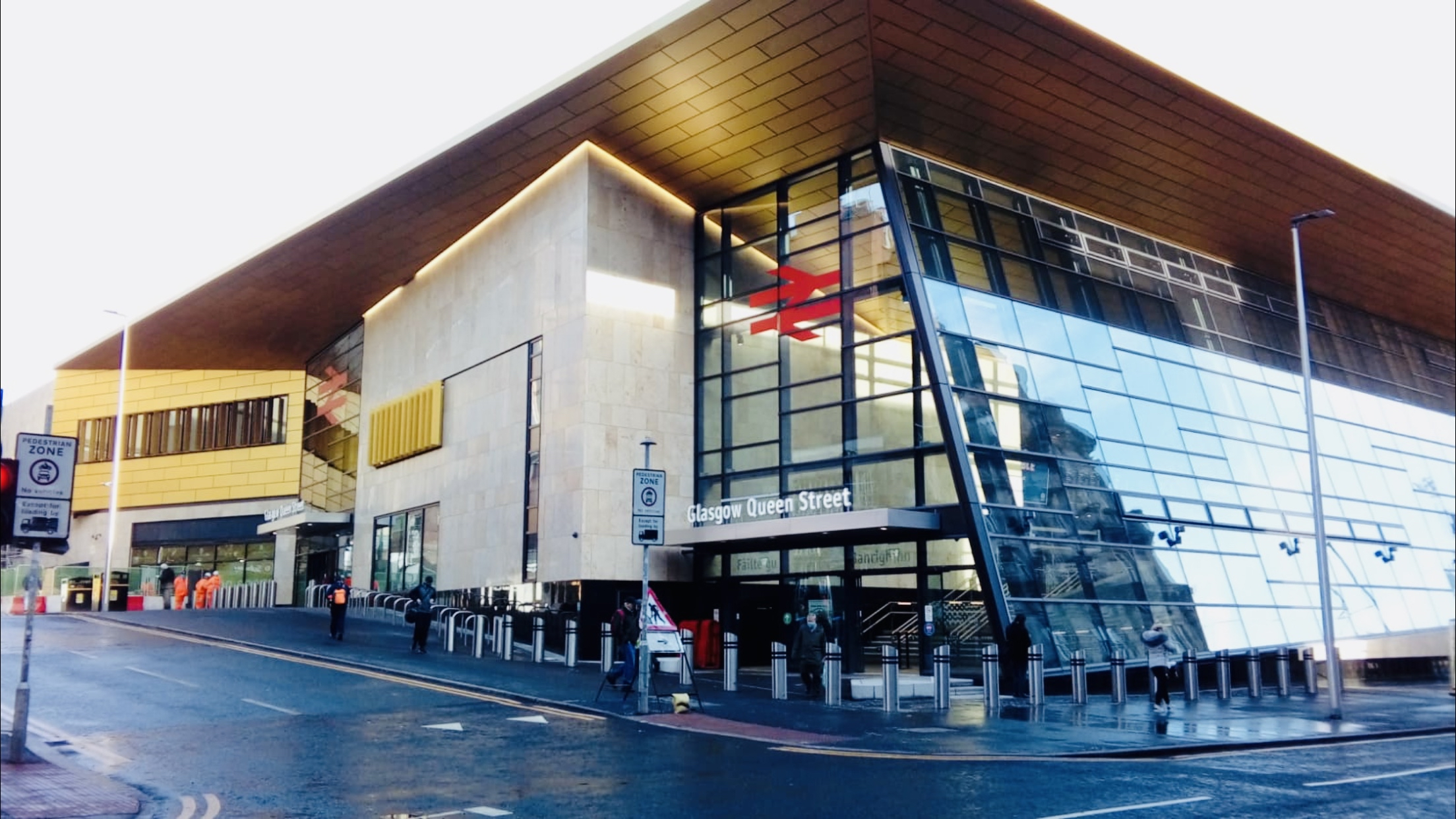
글래스고 퀸 스트리트 역

글래스고 퀸 스트리트 역(영어: Glasgow Queen Street station, 스코틀랜드 게일어: Sràid na Banrighinn)은 스코틀랜드 글래스고에 있는 주요 역이다. 이 역은 글래스고에서 글래스고 센트럴 역과 더불어 주요 역이며, 스코틀랜드에서는 글래스고 센트럴 및 에든버러 웨이벌리 다음으로 세 번째로 분주한 역이다.